# Feng Yongxin
Feng Yongxin (ur. 2000) – chińska zapaśniczka walcząca w stylu wolnym. Zajęła dziewiąte miejsce na mistrzostwach świata w 2022. Mistrzyni Azji w 2024. Druga w Pucharze Świata w 2022 i trzecia w 2019 roku.